# همه چیزهای خوب (به پایان می‌رسند)
«همهٔ چیزهای خوب (به پایان می‌رسند)» (به انگلیسی: All Good Things (Come to an End)) ترانه‌ای از نلی فورتادو و یکی از قطعه‌های آلبوم سال ۲۰۰۶ او به‌نام بی‌قاعده است.
«همهٔ چیزهای خوب» در زمان انتشارش در سوئیس، آلمان، اتریش، هلند، بلژیک و نروژ شمارهٔ ۱ جدول‌های فروش موسیقی شد. این ترانه در ایالات متحده برای ۴ هفته در ۱۰۰ تک‌آهنگ داغ بیلبورد حضور داشت و بالاترین جایگاهش در آن جدول رتبهٔ هشتاد و ششم بود که در ۲۳ ژوئن ۲۰۰۷ ثبت شد. در بریتانیا هم «همهٔ چیزهای خوب» به‌مدت ۲۳ هفته هم جزو پرفروش‌ترین تک‌آهنگ‌های روز بود و تا ردهٔ چهارم جدول تک‌آهنگ‌های بریتانیا صعود کرد.